# Sjunde AP-fonden

Sjunde AP-fondens logotyp.

Sjunde AP-fonden (AP7, AP7 Såfa, Soffliggarfonden) är en svensk statlig myndighet och en av de svenska AP-fonderna (allmänna pensionsfonderna). AP7 skiljer sig från de övriga AP-fonderna, de så kallade buffertfonderna Första, Andra, Tredje, Fjärde och Sjätte. Detta eftersom AP7 förvaltar premiepensionsmedel till skillnad från övriga AP-fonder som förvaltar tillgångar inom inkomstpensionen.
AP7 har sedan premiepensionssystemet infördes 2000 haft i uppdrag att förvalta premiepensionsmedel för de personer som inte valt att placera dem i annan fond/fonder på premiepensionstorget. Den 21 maj 2010 avvecklades Premiesparfonden och Premievalsfonden och ersattes av AP7 Aktiefond och AP7 Räntefond vilket är en aktiefond och en räntefond. Med de här två fonderna som utgångspunkt kan AP7 idag erbjuda premiepensionsspararna totalt sex produkter varav AP7 Såfa (Statens årskullsförvaltningsalternativ) är förvalsalternativet.
Sveriges Riksdag fattade beslut om nya riktlinjer för Sjunde AP-fonden som trädde i kraft från den 1 januari 2023. Enligt riktlinjerna ska Sjunde AP-fonden förvalta fonder för de ändamål som framgår av bestämmelserna om premiepension i socialförsäkringsbalken. Förvaltningen ska ske uteslutande i pensionsspararnas intresse. Medlen som Sjunde AP-fonden förvaltar ska placeras så att långsiktigt hög avkastning uppnås vid den valda risknivån. Medlen i de fonder som Sjunde AP-fonden förvaltar ska förvaltas på ett föredömligt sätt genom ansvarsfulla investeringar och ansvarsfullt ägande. Vid förvaltningen ska Sjunde AP-fonden fästa särskild vikt vid hur en hållbar utveckling kan främjas utan att göra avkall på målet att långsiktigt hög avkastning uppnås vid den valda risknivån.
Fonden registrerades 1998 och redovisar moms under 40 miljoner SEK sedan 2000, samt har sin besöks- och utdelningsadress i Stockholm.

## Fonder
AP7 Aktiefond startades 2010 när AP7 avvecklade den tidigare Premiesparfonden. Fonden är en aktiefond som placerar i aktier på den globala marknaden. Fonden har med hjälp av derivatinstrument en hävstång som ökar den potentiella avkastningen men även fondens risk; AP7 Aktiefond är en högriskfond. AP7 Aktiefond hade vid utgången av 2023 en fondförmögenhet på 992 miljarder kronor, förvaltningsavgiften var 0,05% och årliga avgiften 0,07%.
AP7 Räntefond är en räntefond som placerar i ränterelaterade finansiella instrument övervägande i Sverige. Risken och avkastningen är låg. AP7 Räntefond hade vid utgången av 2023 en fondförmögenhet på 113 miljarder kronor, förvaltningsavgiften var 0,04% och årliga avgiften 0,04%.

## Fondportföljer
De som inte valt att placera sin premiepension på annat sätt får sina pensionrätter (själva fondandelarna ägs inte av individerna utan av Pensionsmyndigheten) placerade i fondportföljen "AP7 Såfa" (Statens årskullsförvaltningsalternativ), som fram till personen fyller 56 år består av 100 % AP7 Aktiefond. Därefter flyttas en del över i räntefonden och andelen innehav i räntefonden ökar successivt med personens ålder. Detta för att minska risken och öka tryggheten när pensionen närmar sig. AP7 Såfa hade 2023 cirka 5,5 miljoner sparare.
AP7 erbjuder även tre fondportföljer med olika proportioner av aktie- och räntefond.